# Dorobanțu, Teleorman
Dorobanțu este un sat în comuna Crângeni din județul Teleorman, Muntenia, România. Se află în partea de vest a județului, în Câmpia Găvanu-Burdea. La recensământul din 2002 avea o populație de 556 locuitori.
Conform Arhivelor Naționale ale României - BJAN Teleorman, primele așezări pe întinsul acestei comune au fost făcute de ciobanii coborâți cu oile din 
regiunile muntoase, care în mod obișnuit veneau vara cu ele la păscut în această regiune. 
Moșia comunei se spune că a aparținut spătarului Costea, persoană cu mare trecere pe lângă 
scaunul domnesc, pe care și acesta a moștenit-o de la un moș al său care o primise în dar de la Mihai 
Viteazul pentru vitejia dovedită în luptele împotriva turcilor.  
Ocupațiile spătarului Costea pe lângă scaunul domnesc nu-i îngăduiau libertatea de a se ocupa 
și de această moșie. 
Acesta a aflat despre așezările făcute de ciobani pe moșia sa, cu bordee pentru ei și staule 
pentru oi și chiar vite mari, și a trimis un credincios al său anume Voicu, ce făcuse armata în oastea 
Dorobanților, să constate starea moșiei sale. 
Boierul Voicu zis Dorobanțu îi sugerează spătarului Costea ideea înființării unui conac aici, ca prin 
administrarea moșiei să poată crea un venit din exploatarea ei, primind pentru aceasta încredințarea 
proprietarului amintit. 
Astfel Voicu zis Dorobanțu, devine administratorul moșiei spătarului Costea, așezarea luând 
numele său, Dorobanțu, aproximativ prin anii 1770-1775, așadar primele așezări existau anterior 
acestei perioade. 
Pe la 1780, cei stabiliți aici aduc și o bisericuță lucrată din bârne, pe care o așează lângă curtea 
boierească, care rămâne locaș de cult până la 1858, când au ridicat o biserică din zid. 
Învățătura de carte a început la Dorobanțu pe la anul 1844, fiind împărtășită copiilor într-o sală
a primăriei, primul local urmând a fi construit în anul 1906, completat în 1925, și având învățători 
normaliști